# 2024년~2025년 세르비아 시위
2024년~2025년 세르비아 시위는 2024년 11월, 16명이 사망하고 1명이 중상을 입은 세르비아 노비사드역 지붕 붕괴 사고 이후 노비사드에서 대규모 시위가 이루어진 것이다. 2025년 현재 시위는 세르비아 전역의 400개 도시와 마을로 확산되었으며, 현재도 계속되고 있다. 대학생이 주도하는 시위는 재난에 대한 책임을 요구하고 있다.
시위는 11월 1일 붕괴 사고의 희생자들을 묵념하던 중 학생들이 공격을 받은 후 11월 22일 베오그라드 예술대학 연극학부에서 학생 주도로 교육 기관을 점거하면서 시작되었다. 다른 학부와 고등학교도 곧 합류했다. 시위대는 또한 매일 "세르비아, 멈춰라" 교통 봉쇄를 오전 11시 52분부터 오후 12시 8분(붕괴 시간)까지 벌여 16명의 목숨을 잃었다는 것을 상징하고 있다. 이 기간 동안 참가자들은 추모의 의미로 침묵을 지킨다.